# Институт справедливости и примирения
Институт справедливости и примирения (англ. The Institute for Justice and Reconciliation, IJR) — неправительственная организация и аналитический центр в Южной Африке.
Институт базируется в Кейптауне, Южная Африка, создан Комиссией истины и примирения в 2000 году с целью гарантировать, что уроки, извлеченные из перехода Южной Африки от апартеида к демократии, были учтены по мере продвижения страны вперед. Десмонд Туту был покровителем института.

## Концепция
Основная миссия института — сохранить примирение и социальную справедливость в повестке дня Южной Африки и Африки в целом. 
Видение института заключается в построении справедливого, демократического и инклюзивного общества в Африке. Институт стремится сформировать национальные подходы к правосудию переходного периода и примирению в Африке.

## Программы

### Программа действий в области миростроительства
Программа действий в области миростроительства (англ. The Peacebuilding Interventions Programme) направлена на разработку и реализацию инициатив, которые способствуют построению справедливого, демократического и инклюзивного общества. Программа способствует этому посредством трех взаимодополняющих и взаимодополняющих уровней: активное исследование и анализ, наращивание потенциала и совместное политическое вмешательство. 

### Программа исследований и политики
Посредством исследования общественного мнения Программа исследований и политики (англ. Research and Policy Programme) стремится обеспечить эмпирическую основу для воздействия института на общество на африканском континенте.

### Программа устойчивого диалога
Программа устойчивого диалога (англ. Sustained Dialogues Programme) направлена на признание, противостояние и участие в диалоге с наследием апартеида, которое продолжает маргинализировать, ранить и вызывать несправедливость. 

### Программа коммуникации, продвижения и стратегии
Программа коммуникации, продвижения и стратегии (англ. Communication, Advocacy & Strategy Programme) разрабатывает проекты по распространению посланий о примирении и справедливости.

## Публикации
«Южноафриканский барометр примирения» (англ. The South African Reconciliation Barometer) и «Аудит трансформации» (англ. Transformation Audit) — две ежегодные публикации института. Институт является основным партнером Афробарометра с 2013 года, управляя его внедрению и исследованиями в регионе Южной Африки.

## Персоналии
Покровителем института является Десмонд Туту. В его совет директоров входят профессор Брайан О'Коннел, судья Ричард Голдстоун, адвокат Думиса Нцебеза, Луиза Асмал и доктор Пумла Гободо-Мадикизела. Д-р Фани дю Туа, работающая в институте с момента его создания, является исполнительным директором.

## Премия
Институт ежегодно отмечает вклад общественных деятелей в область правосудия и примирения посредством премии Reconciliation Award, лауреатами которой в прошлом были Питер-Дирк Уйс и Алби Сакс.

## Признание
В 2008 году институт получил Международную премию ЮНЕСКО за образование в области мира за вклад в формирование исторического образования в Южной Африке после апартеида.

## Внешние ссылки
- Официальный веб-сайт